# Vauban (1930)
Vauban – francuski wielki niszczyciel z okresu II wojny światowej z grupy typów 2400-tonowych, podtypu Guépard. W służbie od 1931, samozatopiony w Tulonie 27 listopada 1942.
„Vauban” należał do podtypu Guépard francuskich 2400-tonowych wielkich niszczycieli (grupa B). Zamówiono go w ramach programu z 1926 roku. Nosił numery burtowe: w latach 1930-31: 10, 1931-32: 3, 1932-34: brak, 1934-36: -6, 1936-37: brak, 1938-39: 12, 1939-40: X12, 1940-42: X11. 

## Służba w skrócie
Po wybuchu II wojny światowej „Vauban” służył na Morzu Śródziemnym, bazując w Tulonie, w składzie 1. Dywizjonu Kontrtorpedowców (z „Lion” i „Aigle”). Po przystąpieniu Włoch do wojny, wziął udział z 10 innymi niszczycielami i 4 krążownikami w operacji ostrzelania w czerwcu 1940 włoskich portów Genui i Vado.
Po klęsce Francji, pozostał pod kontrolą rządu Vichy. Wraz z „Lionem” został wycofany do rezerwy i nie był modernizowany. Wraz z innymi okrętami, został samozatopiony podczas niemieckiej próby zagarnięcia floty francuskiej w Tulonie 27 listopada 1942. Wrak został następnie złomowany.
Szczegółowy opis i dane - w artykule niszczyciele typu 2400-tonowego